# Leeuwenbergia letestui
Leeuwenbergia letestui là một loài thực vật có hoa trong họ Đại kích. Loài này được Letouzey & N.Hallé mô tả khoa học đầu tiên năm 1974.